# Bucky Larson: Született filmcsillag
A Bucky Larson: Született filmcsillag (eredeti cím: Bucky Larson: Born to Be a Star) 2011-es amerikai filmvígjáték, amelyet Tom Brady rendezett. Az Egyesült Államokban 2011. szeptember 9-én mutatták be.

## Cselekmény
Bucky Larson (Nick Swardson) élelmiszerboltban dolgozik; lányok közelébe sem jutott. Egyszer, amikor a barátaival filmet nézett, felfedezte, hogy a konzervatív szülei (Edward Herrmann, Miriam Flynn) valaha pornószínészek voltak. Bucky ekkor meggyőződött róla, hogy ez az életcélja, és Hollywoodba igyekszik, hogy felnőttfilm-sztár legyen.

## Szereplők
- Nick Swardson: Bucky Larson
- Christina Ricci: Kathy McGee
- Don Johnson: Miles Deep
- Stephen Dorff: Dick Shadow
- Ido Mosseri: J. Day
- Kevin Nealon: Gary
- Edward Herrmann: Jeremiah Larson
- Miriam Flynn: Debbie Larson
- Mario Joyner: Claudio
- Nick Turturro: Antonio
- Mary Pat Gleason: Marge
- Curtis Armstrong: Clint
- Brandon Hardesty: Lars
- Adam Herschman as Dale
- Pauly Shore: önmaga/díjátadó
- Beverly Polcyn: Mrs. Bozobop
- Jonathan Loughran: bekötözött fickó
- Peter Dante: Dante
- Pasha Lychnikoff: Dimitri/terjesztő
- Jimmy Fallon: önmaga
- Joey Diaz: német fickó/önmaga
- Allen Covert: eladó a szexshopban (nem jelenik meg a neve a stáblistán)

## Fogadtatás
A film bukásnak számított: a Rotten Tomatoes oldalán 3%-os értékeléssel rendelkezik, és 2.3 pontot szerzett a tízből. A Metacritic oldalán 9 pontot szerzett a százból, 13 kritika alapján, ezáltal 2011 legrosszabb filmjének számít. A Rotten Tomatoes-tól megkapta a "Romlott paradicsom" díjat, mint 2011 legrosszabb filmje.
Roger Moore, az Orlando Sentinel kritikusa szerint "sem a koncepció, sem a belőle származó film nem vicces. Másrészt pedig Swardson nem született filmcsillag, éppúgy, mint a karaktere". A.O. Scott, a New York Times kritikusa szerint "ez a legrosszabb film, amelyben Paul Shore valaha szerepet játszott". Nathan Rabin hasonlóan negatívan illette a filmet, illetve az egyik legrosszabb vígjátéknak nevezte.
Bevételi szempontból is bukásnak számított: 1.4 millió dolláros bevételt hozott a mozipénztáraknál, ezáltal ez a legsikertelenebb Happy Madison-film, mind kritikai, mind bevételi szempontból.
A film 10 millió dollár alatti költségvetésből készült.